# Saint-Germain-du-Puy
Saint-Germain-du-Puy település Franciaországban, Cher megyében. Lakosainak száma 4852 fő (2022. január 1.). Saint-Germain-du-Puy Bourges, Moulins-sur-Yèvre, Osmoy, Saint-Michel-de-Volangis és Sainte-Solange községekkel határos.

## Népesség
A település népessége az elmúlt években az alábbi módon változott:
| Lakosok száma | 1814 | 4997 | 5085 | 4868 | 5039 | 5076 | 5085 | 5041 | 4995 | 4852 |
|               | 1968 | 1982 | 1990 | 2006 | 2013 | 2015 | 2017 | 2019 | 2020 | 2022 |